# Structures
Gli Structures sono un gruppo musicale metalcore formatosi nel 2009 a Toronto, Canada.

## Storia del gruppo

### Primi anni e "All of the Above"
La band si è formata all'inizio del 2009 dopo che il cantante Nick Xourafas, il chitarrista Spyros Georgiou e il bassista Spencer MacLean, che in precedenza aveva suonato in una band chiamata Charity's, hanno incontrato il chitarrista Brendon Padjasek e il batterista Andrew McEnaney, entrambi in altre band di Toronto e, insieme, hanno fondato la band Structures. Il 6 aprile 2010, la band ha pubblicato il suo EP di debutto "All of the Above" , prodotto e distribuito in modo indipendente.

### Firma con la Sumerian Records e "Divided By"
Durante un tour in Nord America nel giugno 2011, il gruppo ha annunciato di aver firmato un contratto con la Sumerian Records e di aver pianificato la pubblicazione di un album di debutto. Il 4 ottobre fu pubblicato il singolo "Hydroplaning", successivamente incluso nel loro disco. Il 25 ottobre, l'album di debutto in studio della band "Divided By" è stato pubblicato come previsto tramite Sumerian Records. È stato prodotto da Will Putney.

### "Life Through a Window" e la pausa
Nel marzo 2014, un mese prima di pubblicare il loro nuovo singolo "The Worst of Both Worlds" con ospite Drew York degli Stray from the Path, la band si separò dal cantante Nick Xourafas a causa di problemi personali, in seguito anche il bassista Spencer MacLean abbandonò il gruppo. Il chitarrista Brendon Padjasek diventò così la voce principale della band continuando sempre a suonare la chitarra. Il 15 aprile, la band pubblicò il secondo singolo "Extinction" e Un video musicale per il loro brano "Earth Gazing" è stato rilasciato il 19 giugno. Il loro secondo album in studio, "Life Through a Window" , è stato pubblicato il 12 maggio. Anche quest'ultimo è stato prodotto da Will Putney. Il 31 maggio, l'album ha raggiunto la posizione numero 21 nella classifica degli album Hard Rock di Billboard 200 e anche la posizione numero numero 9 delle classifiche Heatseekers. Il 7 luglio, durante il loro Allstars Tour, alla band è stato negato l'ingresso negli Stati Uniti a causa di problemi imprevisti. Il 12 luglio, la band ha twittato delle scuse affermando che non avrebbero potuto partecipare.
Il 18 ottobre, la band ha rilasciato una dichiarazione tramite il loro Facebook che avrebbero preso una pausa indefinita dopo aver eseguito un tour d'addio a dicembre. Hanno anche annunciato che il cantante fondatore Nick Xourafas sarebbe tornato per eseguire un ultimo tour con la band. La possibilità di una reunion non è stata esclusa.
Durante la loro pausa indefinita, l'ex batterista Andrew McEnaney iniziò a concentrarsi maggiormente sul suo side-project elettronico , Sex Tape. Nel 2018, l'ex chitarrista e cantante temporaneo Brendon Padjasek si è unito alla band metalcore australiana Northlane, sostituendo l'ex bassista Alex Milovic. Padjasek ha lasciato i Northlane nel marzo 2021.

### La reunion e "None of the Above"
Il 4 giugno 2021, la band ha pubblicato una foto con la didascalia "9 giugno 2021", presupponendo una reunion. Nella suddetta data, la band ha confermato di essersi riunita e ha pubblicato una nuova canzone intitolata "Planet of Garbage". Il giorno successivo, il gruppo ha annunciato un nuovo EP intitolato "None of the Above" , uscito il 9 luglio. L'EP a sei tracce presenta una collaborazione con il cantante Brendan Murphy degli END nella traccia "6" e con Michael Barr della band Volumes nel brano "Civilian".

## Formazione

### Formazione attuale
- Brendon Padjasek - voce (2009–2014, 2021–oggi), chitarra (2014, 2021–oggi)
- Spyros Georgiou - chitarra (2009–2014, 2021–oggi)
- Andrew McEnaney - batteria (2009–2014, 2021–oggi)

### Ex componenti
- Spencer MacLean - basso (2009-2014)
- Nick Xourafas - voce (2009-2014, 2014)

## Discografia
- 2009 - Charytis (Demo)
- 2010 - All of the Above (EP)
- 2011 - Divided By
- 2014  - Life Through a Window
- 2021 - None of the Above (EP)